# Vatre ivanjske
Vatre ivanjske (hrv. Vatre ivanjske) hrvatska je telenovela, snimana tokom 2014. i 2015.

## Sinopsis
Ana Kolar je mlada doktorka, koja nakon iznenadne smrti svoje pomajke Tilde, dolazi u živopisno mesto Ivanje vođena željom da tamo pronađe odgovore na pitanja o Tildinom tajanstvenom životu, kao i da otkrije istinu o velikom imanju i vinogradu koje je nasledila.
Upravo zbog njih ulazi u sukob sa Božom Magdićem, kome je Tilda, pre više od dvadeset godina iz neobjašnjivih razloga, prepustila vođenje imanja. Fatalnom slučajnošću već na samom izlasku iz voza, Ana upoznaje Viktora Magdića, udovca i oca devojčice, ni ne sluteći da je on sin samoprozvanog vlasnika njenog imanja.
Viktor i Ana se zaljubljuju i uvereni su da će se za svoju ljubav moći izboriti, uprkos zlobnom uticaju Božine žene Elene i njene ljubomorne kćeri Klare, koja želi Viktora za sebe. Istovremeno se u Ivanju, nakon mnogo godina razdvojenosti, ponovo susreću dve sestre, Elena i Dinka, ali i njihova zajednička ljubav iz mladosti, Petar Kolar.
Dinka, sada uspešna advokatica udata za ambicioznog poslovnog čoveka Patrika Vidana, nikada nije prebolela Petra, a njen povratak u rodno mesto poljuljaće Elenine planove. Osim što će se svim silama truditi da sakrije grehe iz prošlosti, te da zagorča život sestri, Elena će istovremeno dati sve od sebe da osvoji svoju nikada prežaljenu ljubav, Petra. Uprkos problemima koje u Ivanju zatiče, Ana ima osećaj da je sudbinski povezana sa mestom, ali i stenom koju zovu po veštici Ivki iz legende o kojoj joj je pomajka Tilda kao maloj pričala.
Priča Dinke, Petra i Elene ogleda se u životnoj priči Ane i Viktora, a njihove sudbine se međusobno prepliću pod teretom raznih izazova, te na njih bitno utiču, razdvajajući ih i spajajući istovremeno, a sve to sa ciljem da se napokon reše tajne koje su duboko zakopane u Ivanju.

## Zanimljivosti o seriji
- „Vatre ivanjske“ rađena je u produkciji Fremantle Media Hrvatska, snimana je na velelepnim lokacijama u okolini Zagreba, poput raskošnog dvorca Lužnica u Zaprešiću, kleti Stari Mlin i njenim vinogradima, te na imanju Kezele u blizini Ivanić-Grada, kao i u studiju Jadran filma, u kome je na 1500 m2 izgrađeno 12 potpuno novih setova.
- Intrigantni i složeni likovi, koji se bore za ono što im pripada, nastali su prema ideji književnice Diane Pečkaj Vuković („Ljubav u zaleđu“, „Dolina sunca“, „Pod sretnom zvijezdom“), te Koraljke Meštrović i Deje Matas.

## Uloge
| Glumac:               | Uloga:             |
| --------------------- | ------------------ |
| Nevena Ristić         | Ana Kolar          |
| Slaven Španović       | Viktor Magdić      |
| Doris Pinčić          | Magdalena Magdić   |
| Filip Juričić         | Andrija Turina     |
| Ksenija Pajić         | Elena Župan Magdić |
| Aleksandar Cvjetković | Petar Kolar        |
| Frane Perišin         | Božo Magdić        |
| Linda Begonja         | Dinka Vidan        |
| Ornela Vištica        | Klara Župan        |
| Lela Margitić         | Tilda Kolar        |
| Ana Begić             | Vera Lepen         |
| Iva Mihalić           | Tamara Lovrec      |
| Barbara Nola          | Marija Turina      |
| Alen Liverić          | Patrik Vidan       |
| Marko Cindrić         | Luka Župan         |
| Jan Kerekeš           | Tomo Magdić        |
| Ema-Ursula Stojković  | Mia Magdić         |
| Tamara Garbajs        | Gina Kolar         |
| Amar Bukvić           | Leon               |

## Međunarodno emitovanje
| Zemlja              | TV mreža       | Premijera serije | Kraj serije   |
| ------------------- | -------------- | ---------------- | ------------- |
| Hrvatska            | RTL televizija | 25. avgust 2014. | 15. maj 2015. |
| Bosna i Hercegovina | Hayat TV ATV   | septembar 2014.  | maj 2015.     |